# Aweti

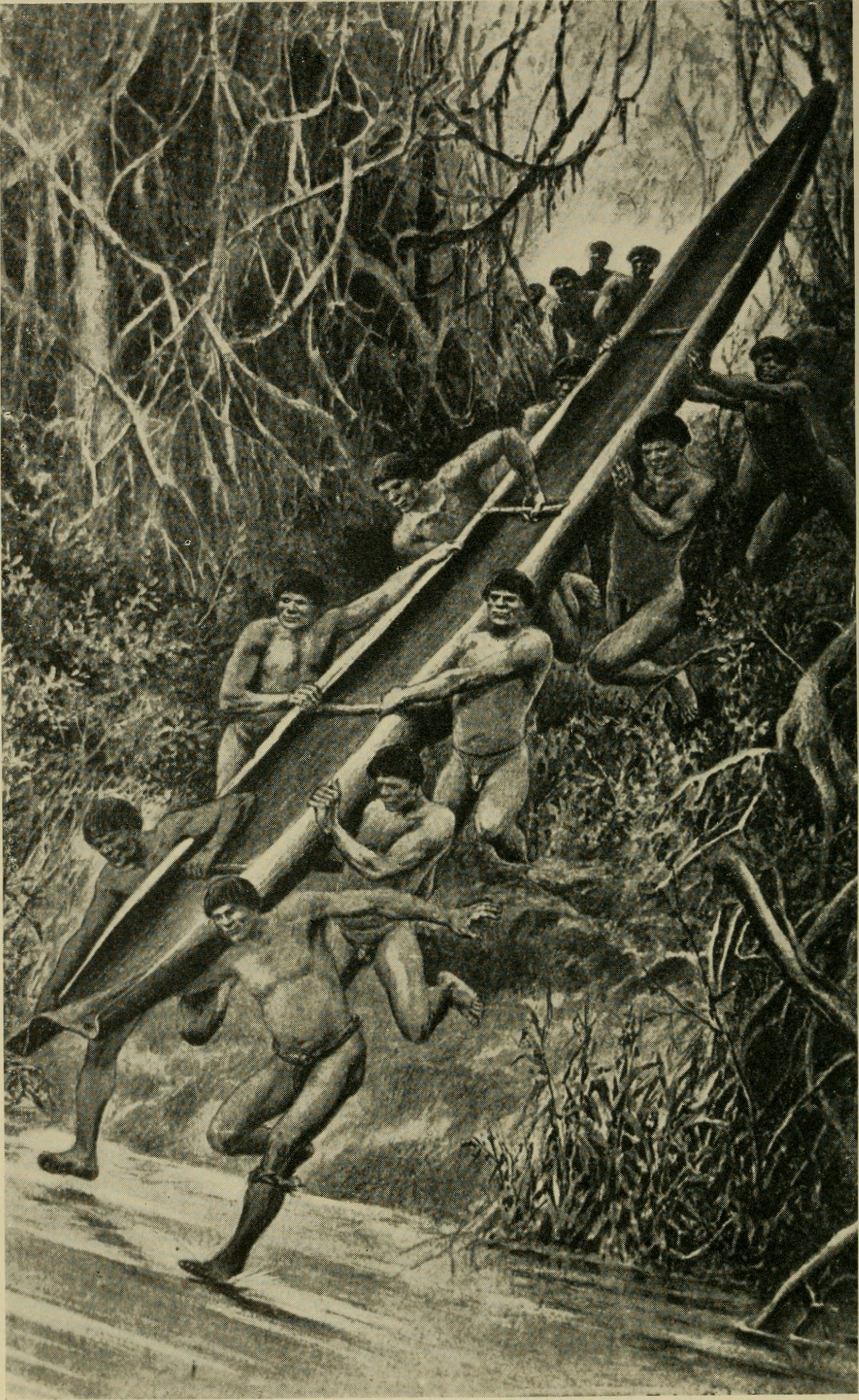
Transport eines Rindenkanus durch die Auetö, Zeichnung Johannes Gehrts, aus: Karl von den Steinen: Unter den Naturvölkern Zentral-Brasiliens. Reiseschilderung und Ergebnisse der zweiten Schingú-Expedition, 1887–1888. Reimer, Berlin 1894, Tafel X.

Die Aweti [ˌaue 'ti], auch Awetí, Arauite, Tuoi, Awytyza, Auetö, Aueto, Aueti, Auiti, Arauite, Arauine, Enumaniá, sind ein südamerikanisches Indianervolk im brasilianischen Bundesstaat Mato Grosso, am Rio Xingu. 
2011 wurden 195 Stammesmitglieder dieses Volkes gezählt (2002: 138 Mitglieder, 2006: 140 Mitglieder), die eine eigene Sprache der Tupi-Guarani-Sprachfamilie (Aweti) sprechen. Sie leben mit 15 weiteren Stämmen, die unter der Bezeichnung Xingu-Indianer zusammengefasst werden, in dem Indianerterritorium Parque Indígena do Xingu.
Siehe auch: Indigene Bevölkerung Brasiliens